# Chardon de Croisilles
Chardon de Croisilles ou Chardon de Reims est un trouvère, et peut-être troubadour, actif entre la fin du XIIe siècle et 1245, qui écrit tant en langue d'oïl qu'en occitan. 
Il est actif dans les cours artésiennes, des comtes de Champagne et du roi de Navarre. 

## Biographie
Sa vie est très mal connue et son œuvre est incertaine et réduite à quelques textes. Il est parfois également mentionné sous les noms de Cardon, Chardo, etc. 
Peut-être originaire de Croisilles en Pas-de-Calais, près d'Arras (ou de Reims), il est durant une partie de sa vie poète et compositeur lié au cercle des  trouvères artésiens de langue d'oïl : c'est l'essentiel des poèmes qu'il a laissés.
Par la suite, proche de Thibaut Ier de Navarre / Thibaut IV de Champagne, noble de grande lignée, comte de Champagne et lui aussi trouvère, il semble l'avoir accompagné à la croisade de 1239 puis en Navarre dont Thibaut était devenu roi. Il aurait alors écrit en langue occitane. Il fait aussi partie de l'entourage d'Erart de Brienne.
On connaît seulement quelques textes de lui dont deux comportent une  partition musicale savante (« Mar vit raison covoite trop haut » et « Rose ne lis ne me done talent ») : il s'agit de chanson courtoise à la manière du temps. L'attribution à Chardon de Croisilles d'un autre texte plus connu « Li departirs de la douce contree », chanson de croisade à la mélodie simple, est plus discutée. Deux autres chansons sans partition nous sont parvenues : « Bien font Amors lor talent » et  « Pres suix d'amors, mais lons suix ».
On lui doit aussi deux jeux partis (débats poétiques en octosyllabes) et un partimen (jeu parti en occitan d'attribution incertaine).

## Sources